# 콘도리 (과자)
콘도리는 농심에서 판매했던 과자 중에 하나이다. 지금은 단종된 과자이다.

## 특징
콘도리는 크게 두가지 맛이 존재하였다. 참깨맛과 포도맛이 존재하였으며 판매기간은 1998년~2001년이다. 판매했을 당시에는 500원이란 매우 저렴한 가격으로 팔았으며 주로 편의점에서 판매했던 과자이다. 참깨맛의 콘도리는 달콤하고 구수한 맛이 존재하였으며 포도맛은 상큼한 맛이 났었다. 2001년에 콘도리는 최종적으로 단종되었다.

## 같이 보기
- 농심
- 과자